# Eric Schweig
Eric Schweig, född Ray Dean Thrasher 19 juni 1967 i Inuvik, är en kanadensisk skådespelare, mest känd för sin roll som Chingachgooks son Uncas i filmen Den siste mohikanen från 1992.